# Нунес, Густаво
Густаво Нунес Фернандес Гомес (порт. Gustavo Nunes Fernandes Gomes; родился 20 ноября 2005, Кашуэйринья) — бразильский футболист, вингер английского клуба «Брентфорд».

## Клубная карьера
Воспитанник футбольной академии клуба «Гремио», за которую выступал с 2021 года. В феврале 2024 года подписал с клубом контракт до 2028 года.
11 февраля 2024 года дебютировал в основном составе «Гремио» в матче Чемпионата Гаушу против клуба Сан-Луис. Шесть дней спустя забил свой первый гол за «Гремио» в игре против клуба «Санта-Крус». 9 апреля 2024 года дебютировал в Кубке Либертадорес в матче против чилийского клуба «Уачипато».
28 августа 2024 года перешёл в «Брентфорд», подписав с английским клубом шестилетний контракт. 12 апреля 2025 года дебютировал в основном составе «Брентфорда», выйдя на замену в матче Премьер-лиги против «Арсенала».

## Достижения
«Гремио»
- Победитель Чемпионата Гаушу: 2023